# Lijst van voetbalinterlands België - Finland
Deze lijst van voetbalinterlands is een overzicht van alle officiële voetbalwedstrijden tussen de nationale teams van België en Finland. De landen speelden tot op heden twaalf keer tegen elkaar. Het eerste duel betrof een kwalificatieduel voor het Wereldkampioenschap voetbal 1954 en vond plaats op 25 mei 1953 in Helsinki. De laatste ontmoeting, een groepswedstrijd tijdens het Europees kampioenschap voetbal 2020, werd gespeeld in Sint-Petersburg (Rusland) op 21 juni 2021.

## Wedstrijden
| №  | Plaats          | Datum             | Competitie           | Wedstrijd        | Uitslag |
| -- | --------------- | ----------------- | -------------------- | ---------------- | ------- |
| 1  | Helsinki        | 25 mei 1953       | WK 1954 kwalificatie | Finland – België | 2 – 4   |
| 2  | Brussel         | 23 september 1953 | WK 1954 kwalificatie | België – Finland | 2 – 2   |
| 3  | Helsinki        | 19 juni 1968      | WK 1970 kwalificatie | Finland – België | 1 – 2   |
| 4  | Waregem         | 9 oktober 1968    | WK 1970 kwalificatie | België – Finland | 6 – 1   |
| 5  | Brugge          | 18 augustus 1999  | Vriendschappelijk    | België – Finland | 3 – 4   |
| 6  | Helsinki        | 16 augustus 2001  | Vriendschappelijk    | Finland – België | 4 – 1   |
| 7  | Helsinki        | 6 juni 2007       | EK 2008 kwalificatie | Finland – België | 2 – 0   |
| 8  | Brussel         | 13 oktober 2007   | EK 2008 kwalificatie | België – Finland | 0 – 0   |
| 9  | Turku           | 11 augustus 2010  | Vriendschappelijk    | Finland – België | 1 – 0   |
| 10 | Gent            | 9 februari 2011   | Vriendschappelijk    | België – Finland | 1 – 1   |
| 11 | Brussel         | 1 juni 2016       | Vriendschappelijk    | België – Finland | 1 – 1   |
| 12 | Sint-Petersburg | 21 juni 2021      | EK 2020              | Finland – België | 0 − 2   |

## Samenvatting
| Competitie        | Totaal gespeeld | Winst België | Gelijk | Winst Finland | Doelsaldo België – Finland |
| ----------------- | --------------- | ------------ | ------ | ------------- | -------------------------- |
| WK-kwalificatie   | 4               | 3            | 1      | 0             | 14 − 6                     |
| EK-eindronde      | 1               | 1            | 0      | 0             | 2 − 0                      |
| EK-kwalificatie   | 2               | 0            | 1      | 1             | 0 − 2                      |
| Vriendschappelijk | 5               | 0            | 2      | 3             | 6 − 11                     |
| Totaal            | 12              | 4            | 4      | 4             | 22 − 19                    |

Wedstrijden bepaald door strafschoppen worden, in lijn met de FIFA, als een gelijkspel gerekend.